# Фернан Буйле
Фернан Огюст Шарль Буйле (фр. Fernand Auguste Charles Buyle, 3 березня 1918, Моленбек-Сен-Жан — 22 січня 1992) — бельгійський футболіст, що грав на позиції нападника за клуб «Дарінг» (Брюссель), а також національну збірну Бельгії.
Дворазовий чемпіон Бельгії. 

## Клубна кар'єра
У футболі дебютував 1934 року виступами за команду «Дарінг» (Брюссель), кольори якої і захищав протягом усієї своєї кар'єри гравця, що тривала цілих двадцять років. За цей час двічі став чемпіоном Бельгії.
| Дата       | Місто      | Господарі  | Результат | Гості      | Турнір             | Голи | Примітки |
| ---------- | ---------- | ---------- | --------- | ---------- | ------------------ | ---- | -------- |
| 04.04.1937 | Антверпен  | Бельгія    | 2 – 1     | Нідерланди | товариський матч   | -    |          |
| 18.04.1937 | Брюссель   | Бельгія    | 1 – 2     | Швейцарія  | товариський матч   | -    |          |
| 25.04.1937 | Ганновер   | Німеччина  | 1 – 0     | Бельгія    | товариський матч   | -    |          |
| 02.05.1937 | Роттердам  | Нідерланди | 1 – 0     | Бельгія    | товариський матч   | -    |          |
| 06.06.1937 | Белград    | Югославія  | 1 – 1     | Бельгія    | товариський матч   | -    |          |
| 10.06.1937 | Бухарест   | Румунія    | 2 – 1     | Бельгія    | товариський матч   | -    |          |
| 03.04.1938 | Антверпен  | Бельгія    | 1 – 1     | Нідерланди | Відбір до ЧС 1938  | -    |          |
| 08.05.1938 | Лозанна    | Швейцарія  | 0 – 3     | Бельгія    | товариський матч   | -    |          |
| 15.05.1938 | Мілан      | Італія     | 6 – 1     | Бельгія    | товариський матч   | -    |          |
| 29.05.1938 | Брюссель   | Бельгія    | 2 – 2     | Югославія  | товариський матч   | -    |          |
| 05.06.1938 | Коломб     | Франція    | 3 – 1     | Бельгія    | ЧС 1938 - 1-й етап | -    |          |
| 29.01.1939 | Брюссель   | Бельгія    | 1 – 4     | Німеччина  | товариський матч   | -    |          |
| 23.04.1939 | Амстердам  | Нідерланди | 3 – 2     | Бельгія    | товариський матч   | 1    | 70'      |
| 27.05.1939 | Лодзь      | Польща     | 3 – 3     | Бельгія    | товариський матч   | -    |          |
| 24.12.1944 | Париж      | Франція    | 3 – 1     | Бельгія    | товариський матч   | -    |          |
| 13.05.1945 | Люксембург | Люксембург | 4 – 1     | Бельгія    | товариський матч   | -    |          |
| Усього     |            | Матчів     | 16        |            | Голів              | 1    |          |

Помер 22 січня 1992 року на 74-му році життя.

## Титули і досягнення
- Чемпіон Бельгії (2):

«Дарінг» (Брюссель): 1935-1936, 1936-1937